# Highly Strung
Highly Strung is een nummer van de Britse new waveband Spandau Ballet uit 1984. Het is de derde single van hun vierde studioalbum Parade.
"Highly Strung" beschrijft het leven van een meisje genaamd Jo, die veranderd is en "niet meer het meisje" is dat de liedverteller kende. Het nummer werd een bescheiden hit op de Britse eilanden, in Oceanië en in Nederland. Zo was de plaat in het Verenigd Koninkrijk goed voor de 15e positie, terwijl het in de Nederlandse Top 40 de 32e positie bereikte.

## Tracklijst
- 7"

1. "Highly Strung" – 4:10
2. "Highly Strung" Version – 4:05

- 12"

"Highly Re-strung" – 5:27
1. "Highly Strung" (extended) – 5:17